# Camp Razorback
Camp Razorback var en grupperingsplats för ingenjörkompaniet (WL) inom den svenska delen av KFOR-styrkan i Kosovo Campen var aktiv under KS01.